# 五氟碘乙烷
五氟碘乙烷是一种卤代烷，化学式 C2H5I。

## 制备
五氟碘乙烷可以由1,1,2,2-四氟-1,2-二碘乙烷的电化学氟化而成。
{\displaystyle {\ce {2 C2F4I2 + 2 HF -> C2F5I + I2 + H2}}}
它也可以由四氟乙烯、碘和五氟化碘反应而成。
{\displaystyle {\ce {5 C2F4 + 2 I2 + IF5 -> 5 C2F5I}}}

## 性质
五氟碘乙烷是一种无色气体，有辛辣气味，是一种麻醉药。

## 用处
五氟碘乙烷是制造其它化合物的中间体。